# 朴成宰
朴成宰（韓語：박성재，2003年3月21日—） ，是韓國的棒球選手之一，目前效力於韓國職棒NC恐龍隊，守備位置為捕手。

## 經歷
- 馬山東中學校
- 馬山龍馬高等學校
- 高麗大學
- 韓國職棒NC恐龍（2023年－）
- 尚武鳳凰隊（2023年－）

## 職棒生涯成績
| 年度 | 球隊   | 出賽 | 打數 | 安打 | 全壘打 | 打點 | 盜壘 | 三振 | 四死 | 壘打數 | 雙殺打 | 打擊率 | 上壘率 | 長打率 | OPS |
| ---- | ------ | ---- | ---- | ---- | ------ | ---- | ---- | ---- | ---- | ------ | ------ | ------ | ------ | ------ | --- |
| 2023 | NC恐龍 | －   | －   | －   | －     | －   | －   | －   | －   | －     | －     | －     | －     | －     | －  |
| 合計 | 1年    | －   | －   | －   | －     | －   | －   | －   | －   | －     | －     | －     | －     | －     | －  |

## 外部連結
- 朴成宰在韓國職棒（打者）（英语）